# Fodina hoppei
Fodina hoppei is een vlinder uit de familie spinneruilen (Erebidae). De wetenschappelijke naam is voor het eerst geldig gepubliceerd in 2011 door Hacker & Saldaitis.
De soort komt voor in tropisch Afrika.